# Hotel Tryp Gran Sol
Tryp Gran Sol – czterogwiazdkowy, modernistyczny hotel zlokalizowany w centrum Alicante (Hiszpania), przy Rambla Méndez Núñez 3. 
Obiekt, wraz z Castillo de Santa Bárbara, stanowi główną dominantę widokową centrum miasta z wielu stron, zwłaszcza od morza. Należąc do sieci Tryp Hoteles jest częścią spółki hotelarskiej Sol Meliá.
Obiekt ma 31 pięter i 96,9 m wysokości. Charakterystyczne dla budynku są kolorowe, ekspresyjne murale, widoczne z daleka. 
Budowę ukończono w 1971, a gruntowną renowację przeprowadzono w 2003. Ma 123 pokoje i restaurację na górnych piętrach.

## Galeria

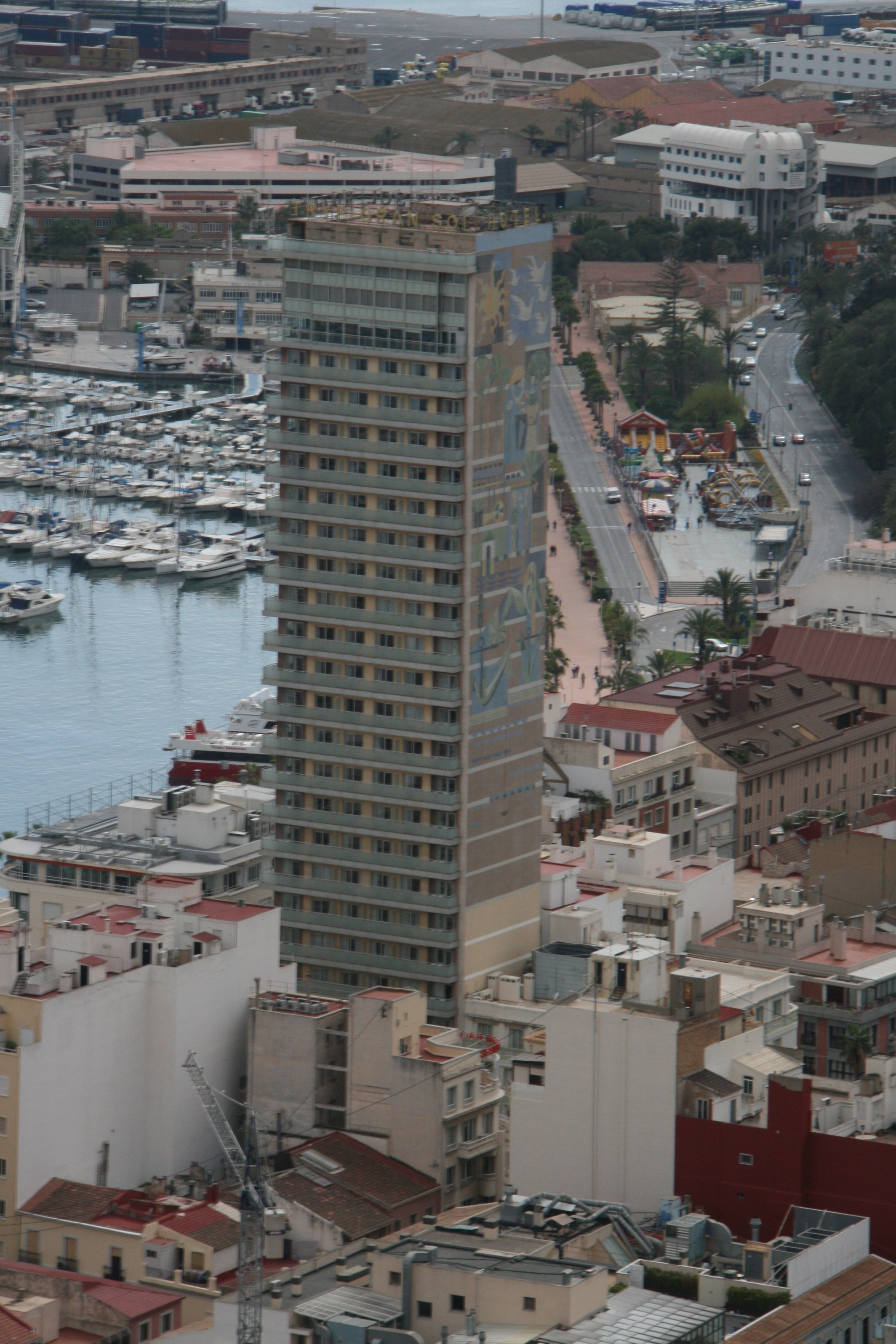
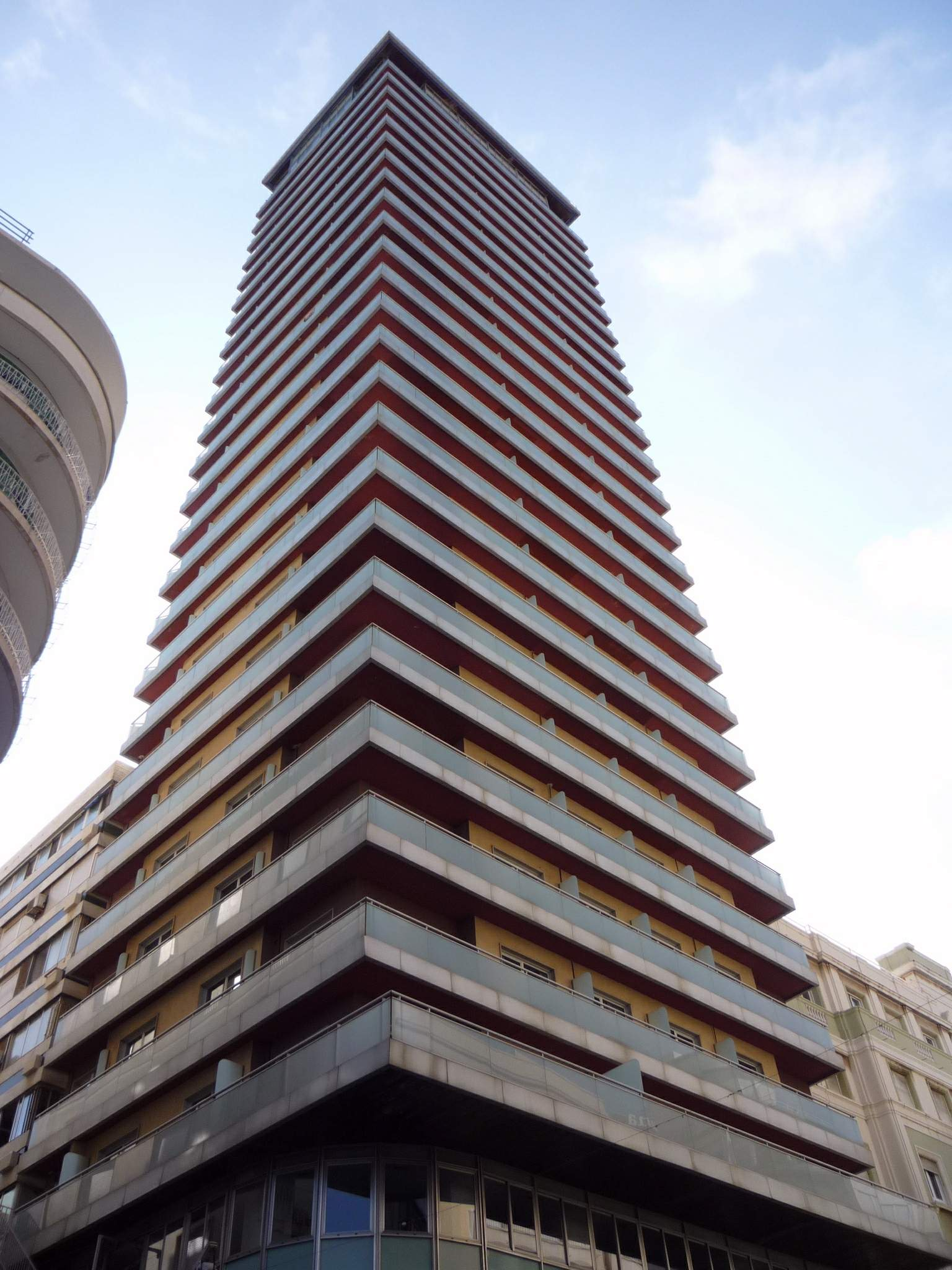
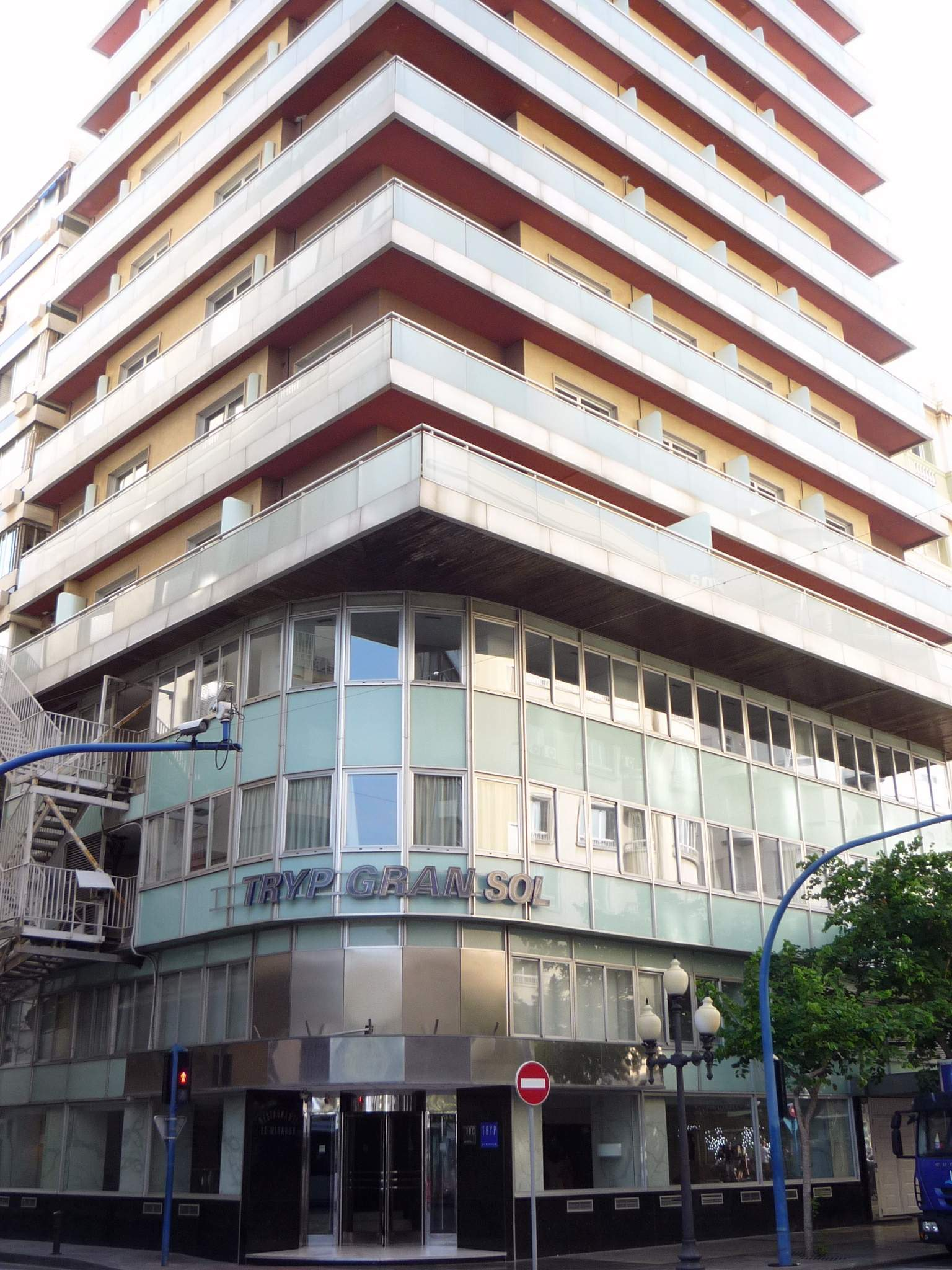
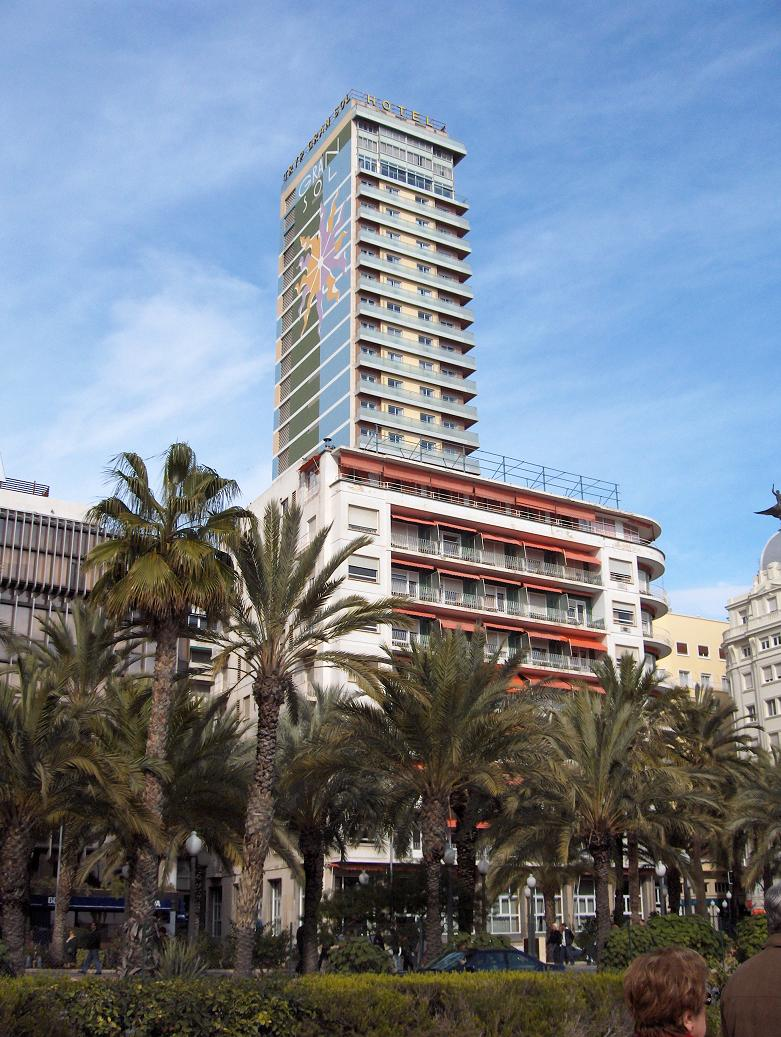
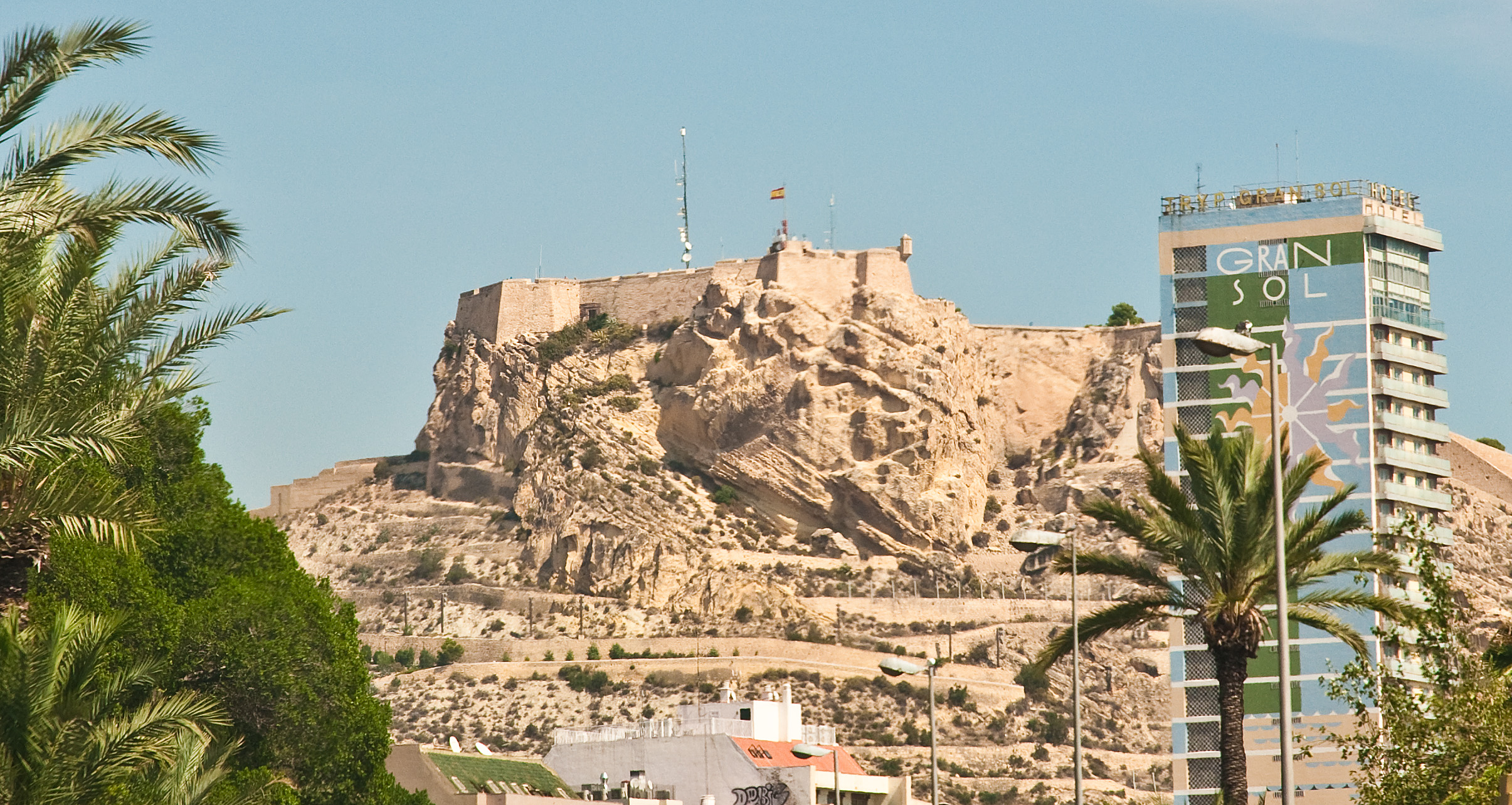